# Chaetopyrena hesperidium
Chaetopyrena hesperidium är en svampart som beskrevs av Pass. 1881. Chaetopyrena hesperidium ingår i släktet Chaetopyrena, divisionen sporsäcksvampar och riket svampar.   Inga underarter finns listade i Catalogue of Life.